# Bukit Batu (Sungai Manau)
Bukit Batu is een bestuurslaag in het regentschap Merangin van de provincie Jambi, Indonesië. Bukit Batu telt 796 inwoners (volkstelling 2010).